# El Rosario (Cuscatlán)
El Rosario é um município do departamento de Cuscatlán, em El Salvador. Sua população estimada em 2007 era de 4 220 habitantes.